# Schrobbelèr
Schrobbelèr er en tilburgsk krydderbitter. Med 21,5 % alkohol er alkoholstyrken en smule lavere end de fleste krydderbittere, og Schrobbelèr er derfor forholdsvis sød. Drikken sælges i en stentøjsflaske og drikkes afkølet af er tilhørende glas, der er højt og smalt og lidt større end et Jägermeisterglas.
Schrobbelèr opstod i 1973, da den tilburgske iværksætter og likørelsker Jan Wassing (1930-1981) begyndte at eksperimentere med en drink med lavere alkoholstyrke, der ville være egnet for hans følsomme mave. Resultatet viste sig en succes i hjemmebaren, som han kaldte "Bij de schrobbelaar" (Ved Schrobbelaren). Krydderbitteren bliver nu destilleret af Eindhovenske Schrobbeler BV (uden accent grave på den sidste stavelse) på Tilburg Industriområde Vossenberg. Drikken er især populær til fastelavn.

## Schrobbelaar-erhvervet
Navnet er afledt af et erhverv fra tekstilindustrien, schrobbelaar. Dette næsten glemte erhverv har en århundredgammel historie og var med til at give Tilburg kælenavnet Wolstad (uldby): schrobbelaar-manden indførte den nyligt farvede uld i schrobbemøllen, hvor ulden med børster blev skrubbet rent og rettet lidt ud, en proces, der svarer til spinding, som blev gjort inden farvningen. Efter skrubning gik fibrene til forspindingmaskine.
Schrobbelarerne var ufaglærte, lavtlønnede arbejdskraft. I den udstrækning, at erhvervet stadig eksisterer, er det en tilsynshavende stilling i den mekaniske forarbejdning af uld.

## Trivia
- En anden kendt tilburgsk likør (med en lidt højere alkoholstyrke) er Peerke's Nat.
- Sangeren Guus Meeuwis' turné i 2008 (Groots met een Zachte G; dansk: Storslåede med en Blød G) var sponsoreret af Schrobbelèr. Special for den turné skrev Meeuwis sangen Drink Schrobbelèr.[4]

## Eksterne link
- Schrobbeler